# Koutajärvi (sjö i Finland, Lappland)
Koutajärvi är en sjö i Finland. Den ligger i kommunen Salla i landskapet Lappland, i den norra delen av landet, 700 km norr om huvudstaden Helsingfors. Koutajärvi ligger 264 meter över havet. Arean är 19,3 hektar och strandlinjen är 3,03 kilometer lång. Sjön  ingår i Koundaälvens huvudavrinningsområde. 